# Didaktische Jahresplanung

Auszug einer didaktischen Jahresplanung aus dem Themengebiet Elektrotechnik

Die didaktische Jahresplanung (auch: didaktische Abschnittsplanung) ist ein Instrument, um an berufsbildenden Schulen einen konkreten Unterrichtsplan für ein Schuljahr zu entwerfen.
In der didaktischen Jahresplanung werden die relativ allgemein gehaltenen Lehrplanvorgaben konkretisiert und auf den Unterricht heruntergebrochen. Ziel ist es, die Lehrplanvorgaben in berufs- und alltagsbezogene Lernsituationen umzusetzen, die mehrere Einzelstunden umfassen können. Im Jahres-/Abschnittsplan werden neben den einzelnen Lernaufgaben (Themen) die geförderten Kompetenzen, eingesetzten Medien und Methoden sowie die fachlichen Inhalte festgehalten. Weiterhin erfolgt eine zeitliche Zuordnung, so dass das ganze Schuljahr strukturiert erfasst werden kann.
Im Gegensatz zum Lehrplan können schulische und regionale Besonderheiten sowie Bezüge zum aktuellen Geschehen berücksichtigt werden.